# Støren

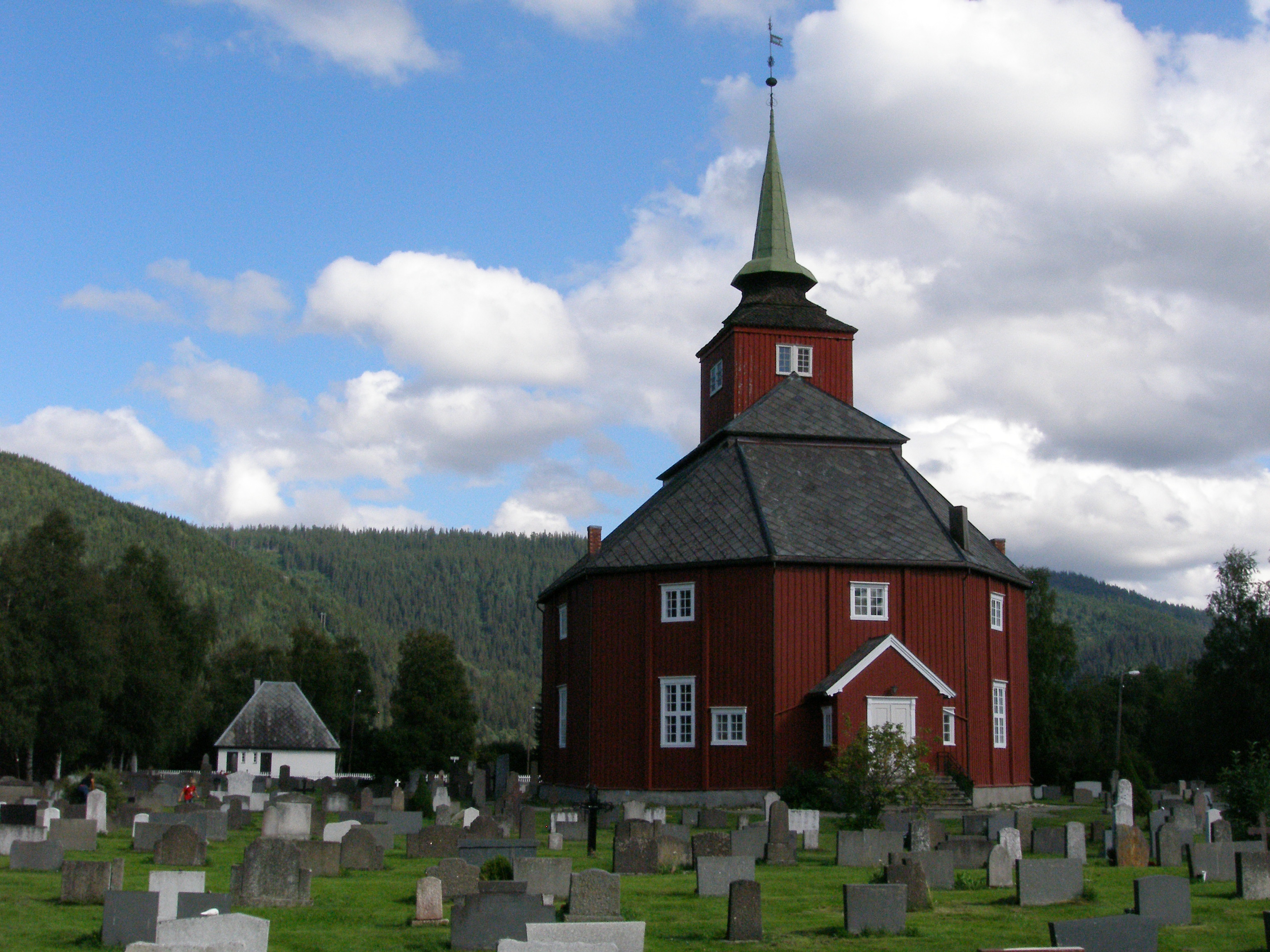
A igreja de Støren

Støren é o centro administrativo de Midtre Gauldal no condado de Sør-Trøndelag na Noruega.

## História
O nome Støren deriva da palavra Norueguesa staur, cujo significado são uns paus de madeira usados para a construção de vedações especiais chamadas skigard.

## Støren nos media
O filme norueguês Bør Børson fez Støren famosa. Neste filme, o protagonista Bør Børson visita a padaria de Støren. Esta padaria ainda existe e é conhecida.